# Departamento gubernamental no ministerial
Los Non-ministerial government department (NMGD) (Departamentos gubernamentales no ministeriales)  son un tipo de departamento del gobierno del Reino Unido que se ocupa de asuntos para los cuales la supervisión política directa se ha considerado innecesaria o inapropiada. Por lo general, están encabezados por altos funcionarios públicos. Algunos cumplen una función reguladora o de inspección y, por lo tanto, su condición tiene por objeto protegerlos de la interferencia política. Algunos están encabezados por un titular de un cargo permanente, como un Secretario Permanente o un Segundo Secretario Permanente.

## Descripción general
El estado de un NMGD varía considerablemente de uno a otro. Por ejemplo:
- Los altos funcionarios de Hacienda y Aduanas de su Majestad trabajan en estrecha colaboración con los ministros del gabinete. Sus políticas clave se establecen cada año en la Ley de finanzas. Sin embargo, ni los ministros ni el Parlamento pueden interferir en las decisiones tributarias cotidianas.
- Varios NMGD son organismos altamente independientes; por ejemplo, la Comisión de Caridad, Ofsted y reguladores económicos como la Autoridad de Competencia y Mercados o la Comisión de Servicios Postales. Estos organismos son "criaturas de estatuto": implementan legislación que no tienen poder para cambiar. Su independencia política está garantizada al proporcionar que tengan el estatus de departamentos gubernamentales, pero que solo rindan cuentas ante el Parlamento y los tribunales. Sus presupuestos suelen ser fijados por el Tesoro, no por el departamento que los creó, y a menudo se financian con derechos de licencia pagados por las industrias que regulan.
- La Agencia de Normas Alimentarias es un NMGD que se creó fusionando dos grandes partes de los Departamentos de Salud y lo que entonces era el Ministerio de Agricultura, Pesca y Alimentación. El objetivo era tranquilizar al público (después de la crisis de la EEB/vCJD) de que las decisiones sobre seguridad alimentaria serían tomadas en el futuro por un organismo independiente libre de control político. Debido a que la FSA fue diseñada para eliminar la política de la seguridad alimentaria, no busca la aprobación ministerial para sus acciones.

## Lista de departamentos no ministeriales
La Oficina del Gabinete mantiene una lista de NMGD, que a enero de 2023 indica que existen los siguientes 45:
- Comisión Benéfica para Inglaterra y Gales
- Autoridad de Competencia y Mercados
- Procuraduría General para Inglaterra y Gales
- Agencia de Normas Alimentarias
- Comisión Forestal
- Departamento de Actuarios Gubernamentales
- Departamento Legal del Gobierno
- Registro de la Propiedad de Su Majestad
- Hacienda y Aduanas de Su Majestad
- Los Archivos Nacionales
- Agencia Nacional del Crimen
- Ahorro e Inversiones Nacionales
- Oficina de Estándares en Educación, Servicios y Habilidades para Niños (Ofsted)
- Oficina de Mercados de Gas y Electricidad (Ofgem)
- Oficina de Regulación de Calificaciones y Exámenes (Ofqual)
- Oficina de Ferrocarriles y Carreteras
- Oficina de Fraudes Graves
- Tribunal Supremo del Reino Unido
- Autoridad Estadística del Reino Unido
- Autoridad Reguladora De Los Servicios de Agua (Ofwat)